# Kult (gruppo musicale)
I Kult sono un gruppo musicale rock polacco formato nel 1982 a Varsavia, originariamente composta da Kazik Staszewski (voce solista, sassofono), Piotr Wieteska (basso), Tadeusz Bagan (chitarra) e Dariusz Gierszewski (batteria). I primi lavori dei Kult furono fortemente influenzati da rock alternativo, rock progressivo e punk rock, così come dalla new wave britannica, ma la band incorporò gradualmente stili più diversi e innovativi nella loro musica. La musica della band è principalmente associata a testi "forti" di Staszewski e a una sezione di fiati particolare (sassofoni, corno).
Prima di formare la band, tutti i membri del quartetto originale avevano suonato insieme nei gruppi musicali Poland e Novelty Poland, entrambi guidati da Staszewski tra il 1979 e il 1981. Il primo concerto della nuova band nel luglio 1982 vendette solo 14 biglietti. Tuttavia, nel 1986 la band registrò il suo primo album Kult, pubblicato l'anno successivo, che attirò molta attenzione e includeva i primi successi di ispirazione punk Krew Boga, O Ani e Wspaniała nowina. Inizialmente l'ufficio della censura non consentì la pubblicazione di molte canzoni di Staszewski, chiaramente contro "il sistema". Nel 1987 fu pubblicato il secondo album,  "Posłuchaj to do Ciebie", lievemente psichedelico. Da allora la band ha guadagnato molta popolarità in Polonia, con canzoni come Do Ani, Arahja e Krew Boga che hanno raggiunto il primo posto nella classifica di Polskie Radio Program III.
Dopo il 1989 e la fine del regime comunista in Polonia, i Kult ottennero un grande successo, con una serie di album che portavano nuovi successi in cima alle classifiche radiofoniche. Generał Ferreira / Rząd oficjalny dall'album Your Eyes del 1991 ha raggiunto il numero 1 della classifica di Polskie Radio Program III ed è rimasto nella Top20 per 33 settimane consecutive. Dziewczyna bez zęba na przedzie, Komu bije dzwon, Gdy nie ma dzieci e Lewy czerwcowy (dall'album del 1998 Ostateczny krach systemu korporacji) hanno raggiunto il numero 1 e sono rimasti nella Top20 per 37, 38, 30 e 23 settimane, rispettivamente. Inoltre Gdy nie ma dzieci ha trascorso 9 settimane al n. 1, un record per la musica polacca, battuto solo da Syreny di Artur Rojek nel 2014.
Sebbene gli album post-2000 dei Kult abbiano goduto di meno popolarità, la band rimane uno dei gruppi musicali polacchi più noti. La band ha pubblicato un totale di 13 album in studio e due album dal vivo, inclusa la registrazione del 2010 di un concerto MTV Unplugged.

## Formazione
Formazione originaria:
- Tadeusz Bagan (1982) - chitarra
- Dariusz "Misiek" Gierszewski (1982) - percussioni
- Kazik Staszewski (1982–present) - voce e sassofono
- Piotr Wieteska (1982–1986) - basso elettrico

Dopo vari cambi di membri, la formazione nel 2008 era la seguente:
- Tomasz Goehs (1998–presente) - percussioni
- Tomasz Glazik (2003–presente) - sax tenore e sax baritono
- Janusz Grudziński (1982–1998; 1999–presente) - tastiere, chitarra, violoncello e vibrafono
- Wojciech Jabłoński (2008–presente) - chitarra
- Piotr Morawiec (1982–1983; 1987–1988; 1989–presente) - chitarra
- Kazik Staszewski (1982–presente) - voce e sassofono
- Jarosław Ważny (2008–presente) - trombone
- Irek "Jeżyk" Wereński (1986–presente) - basso elettrico
- Janusz Zdunek (1998–presente) - tromba

## Discografia

### Album in studio
- 1987 – Kult (Polton, S.P. Records)
- 1987 – Posłuchaj to do ciebie (Klub Płytowy Razem, S.P. Records)
- 1987 – Spokojnie (Polton, S.P. Records)
- 1989 – Kaseta (Polton, S.P. Records)
- 1990 – 45-89 (Arston, Bogdan Studio, S.P. Records)
- 1991 – Your Eyes (Zic Zac, S.P. Records)
- 1993 – Tata Kazika (S.P. Records)
- 1994 – Muj wydafca (S.P. Records)
- 1996 – Tata 2 (S.P. Records)
- 1998 – Ostateczny krach systemu korporacji (S.P. Records)
- 2001 – Salon Recreativo (S.P. Records)
- 2005 – Poligono Industrial (S.P. Records)
- 2009 – HURRA! (S.P. Records)
- 2013 – Prosto (S.P. Records)[1]
- 2016 – Wstyd (S.P. Records)
- 2016 – Wstyd. Suplement 2016 (S.P. Records)
- 2021 – Ostatnia płyta (S.P. Records)

### Album live
- 1989 - Tan (S.P. Records)
- 2010 - MTV Unplugged Kult (S.P. Records)
- 2017 - Made in Poland (S.P. Records)
- 2017 - Made in Poland II (S.P. Records)